# Liste des sénateurs de Mongala
 (avril 2025).
Cette page recense l'historique des sénateurs de la province de Mongala.
La Province de Mongala compte au total quatre(4) sénateurs comme toutes les autres provinces de la République démocratique du Congo, excepter la ville province de Kinshasa, qui en compte huit (8) au total. Les sénateurs du Nord-Ubangi sont élus au second degré par l'Assemblée provinciale de Mongala.

## Mandature 2019-2024
L'élection des sénateurs a lieu le 15 mars 2019,
la validation des mandats se déroule le 5 avril 2019 au siège de Sénat.
| Prénom Nom Post-Nom          | Sexe | Parti       | Notes           |
| ---------------------------- | ---- | ----------- | --------------- |
| Moleka Liambi De Dieu        | M    | Independant | élu par 4 voix  |
| Mandza Andia Dieudonné       | M    | Independant | élu par 4 voix  |
| Mbonga Magalu Engwanda Louis | M    | AFDC-A      | élue par 3 voix |
| Bolingo Botakile Denise      | F    | AA/a        | élue par 3 voix |